# La Ingobernable
La Ingobernable es un centro social okupado autogestionado (CSOA) en Madrid. Desde el 6 de mayo de 2017 hasta el 13 de noviembre de 2019 se encontraba en un edificio de propiedad municipal, situado en la confluencia de la calle del Gobernador (de ahí el nombre "Ingobernable") y el Paseo del Prado. Actualmente su sede es en la calle Cruz 5, bajo el nombre de Oficina de Derechos Sociales (ODS) La Ingobernable.

## Historia
El edificio data de 1925 y hospedó varios usos, entre ellos una escuela de idiomas, un centro de salud y, hasta 2012, fue una de las sedes de la UNED, año en que fue abandonado. En marzo de 2013 fue cedido gratuitamente por el Gobierno local de Ana Botella a la Fundación Ambasz, del arquitecto argentino Emilio Ambasz. Ambas partes acordaron una cesión por 75 años y una inversión por parte de los primeros de 10 millones de euros para la construcción de un museo de arte y arquitectura, para lo cual sería necesario su derribo y la construcción de un nuevo edificio.
Cuatro años más tarde, en 2017, encontrándose el proyecto paralizado a causa del cambio de gobierno municipal, representantes de los movimientos sociales de Madrid ocuparon el edificio con la intención de reivindicar la recuperación de los espacios públicos de la ciudad para sus vecinos y ofrecer alternativas al ocio predominante "de discoteca y centro comercial". Previamente la asociación de Patio Maravillas había ocupado el inmueble durante un solo día en mayo de 2015.

## Valores y actividades

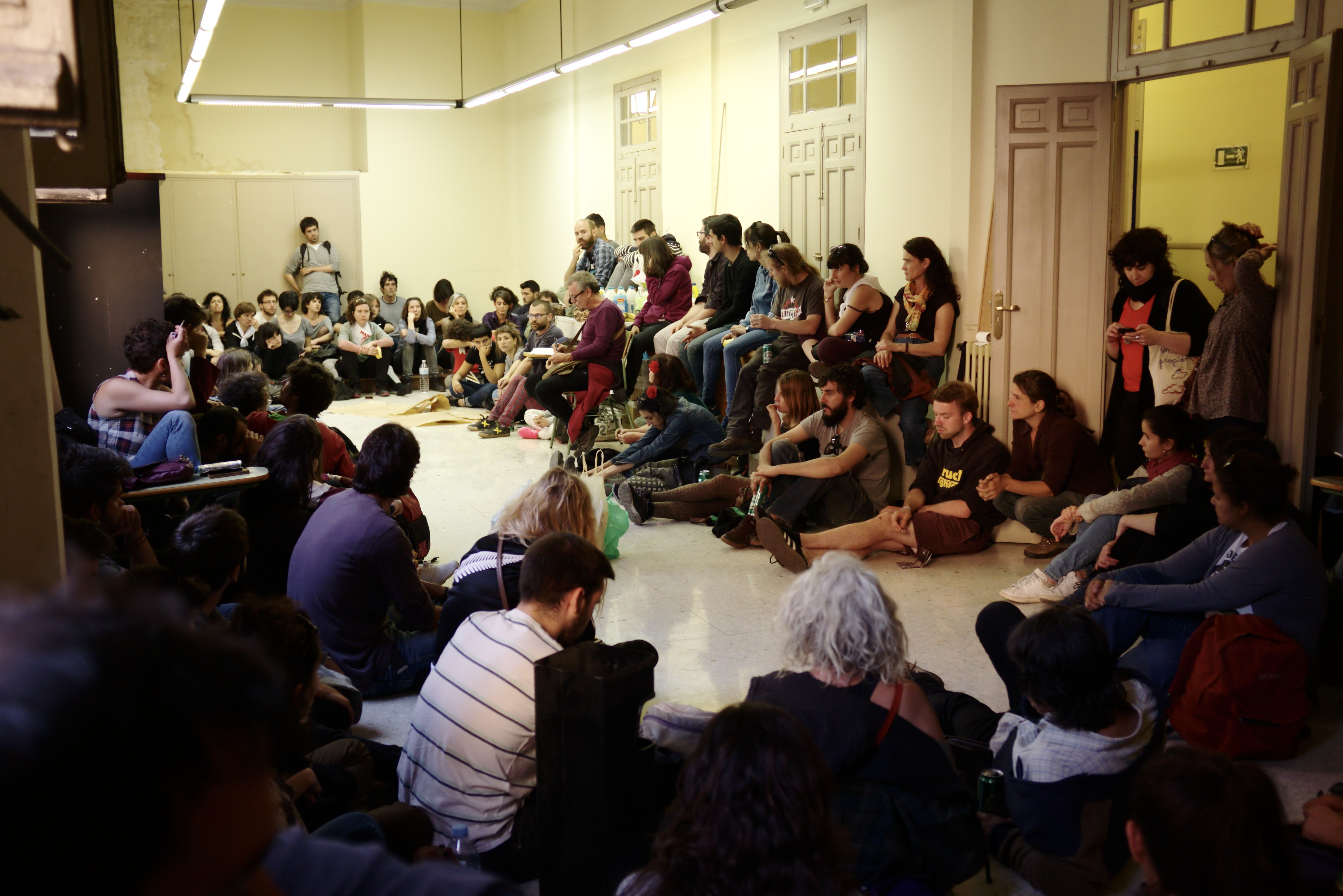
Asamblea en La Ingobernable

La Ingobernable se define como un proyecto de carácter feminista, ecologista y solidario; un centro social autogestionado y libre de actitudes sexistas, racistas, homófobas y transfobas.
Un mes después de ser ocupado, La Ingobernable afirmaba organizar 135 actividades, 81 de ellas culturales.
Después de dos años estiman que han pasado más de 100.000 personas por las más de 170 actividades mensuales que el centro social organiza y comunica a través de su web y redes sociales. Centenares de personas pasan por allí cada semana para participar en alguna de sus actividades y cafetería autogestionada.
La Ingobernable sirvió como centro logístico y "punto de cuidados" durante las dos huelgas feministas del 8 de marzo de 2018 y 2019. En 2019 desplegaron una pancarta contra la política del Estado de Israel.

## Órdenes de desalojo en 2018
Desde su apertura, el centro social La Ingobernable ha recibido varias órdenes de desalojo durante el gobierno de Manuela Carmena. El primer intento tuvo lugar el 4 de abril de 2018, once meses después de su ocupación. El segundo fue el 6 de junio de 2018. En ninguno de los casos la policía llegó a acudir al edificio.

## Desalojo en 2019

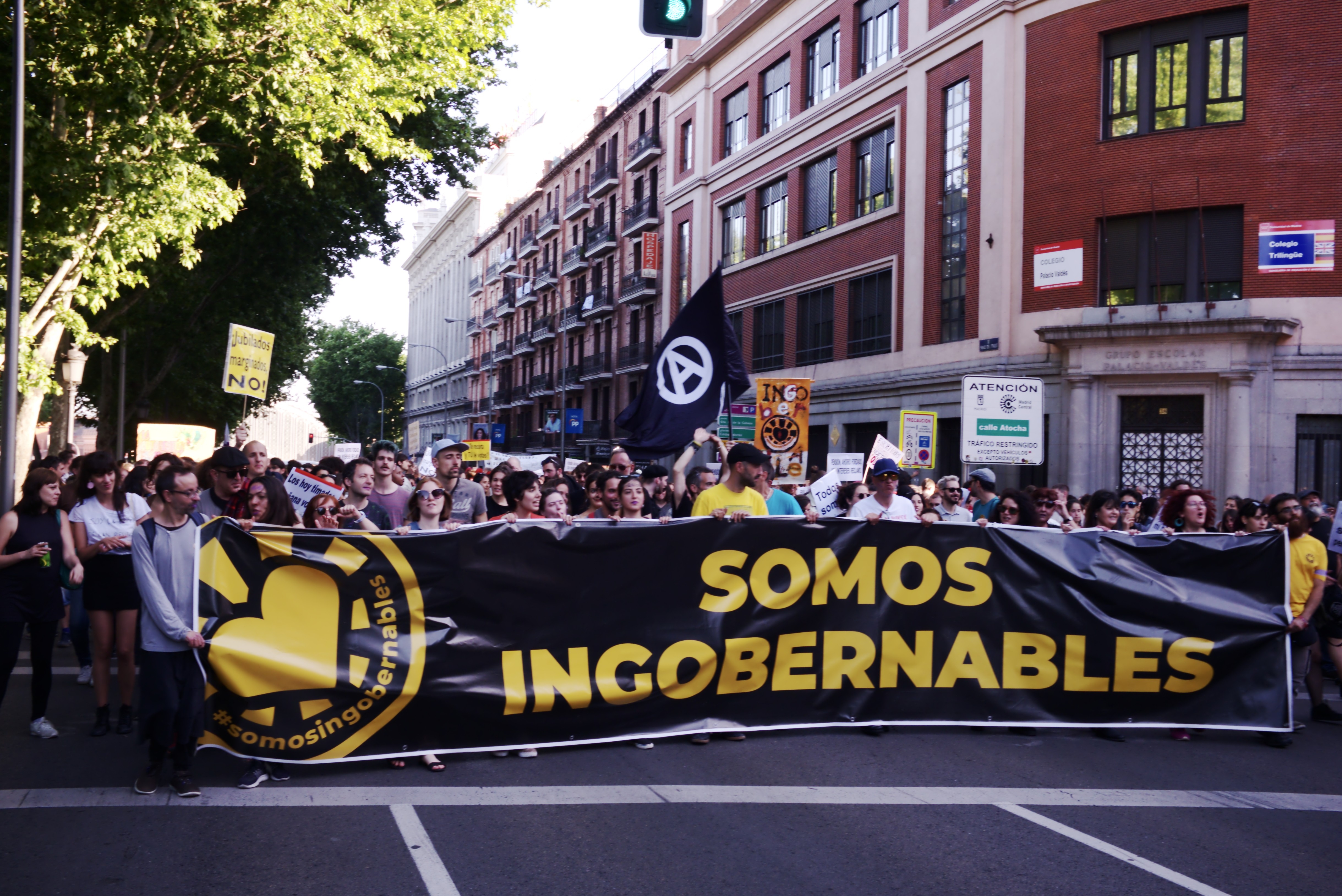
Manifestación en apoyo al centro

Las tensiones entre Ingobernable e instituciones comenzaron ya durante la legislatura del gobierno de Manuela Carmena. Los portavoces de La Ingobernable afirman haber mantenido reuniones de negociación con representantes del Ayuntamiento de Ahora Madrid, a quienes acusan de no haber cumplido con los compromisos adquiridos. 
Partidos como el PP o Ciudadanos han hecho de la okupación en general y de La Ingobernable en particular uno de los puntos principales de crítica a la gestión del equipo de Ahora Madrid durante la legislatura 2015-2019, llegando a convertirse el desalojo de La Ingobernable en una de las medidas centrales prometidas durante la campaña electoral de abril de 2019 por el Partido Popular de José Luis Almeida, con la intención de convertir el edificio en centro de salud y biblioteca.
El 11 de mayo de 2019, se produjo una manifestación en apoyo al centro.
Tras los últimos resultados electorales en Madrid, la continuidad del proyecto de La Ingobernable es incierta. Sus integrantes han comunicado que a partir del 15 de junio de 2019 (fecha en que está prevista la investidura) entrarán en “fase de alerta” ante posibles actuaciones de desalojo que pudieran surgir tras los cambios que se producirán en el Ayuntamiento de Madrid. El 28 de agosto se entrega la orden de desalojo de nuevo sin presencia policial.
El 13 de noviembre el edificio fue desalojado con la participación de más de 130 agentes y 32 vehículos.
En junio de 2020, este desalojo fue declarado ilegal por el Tribunal Superior de Justicia de Madrid.

## Edificio en la calle Alberto Bosch

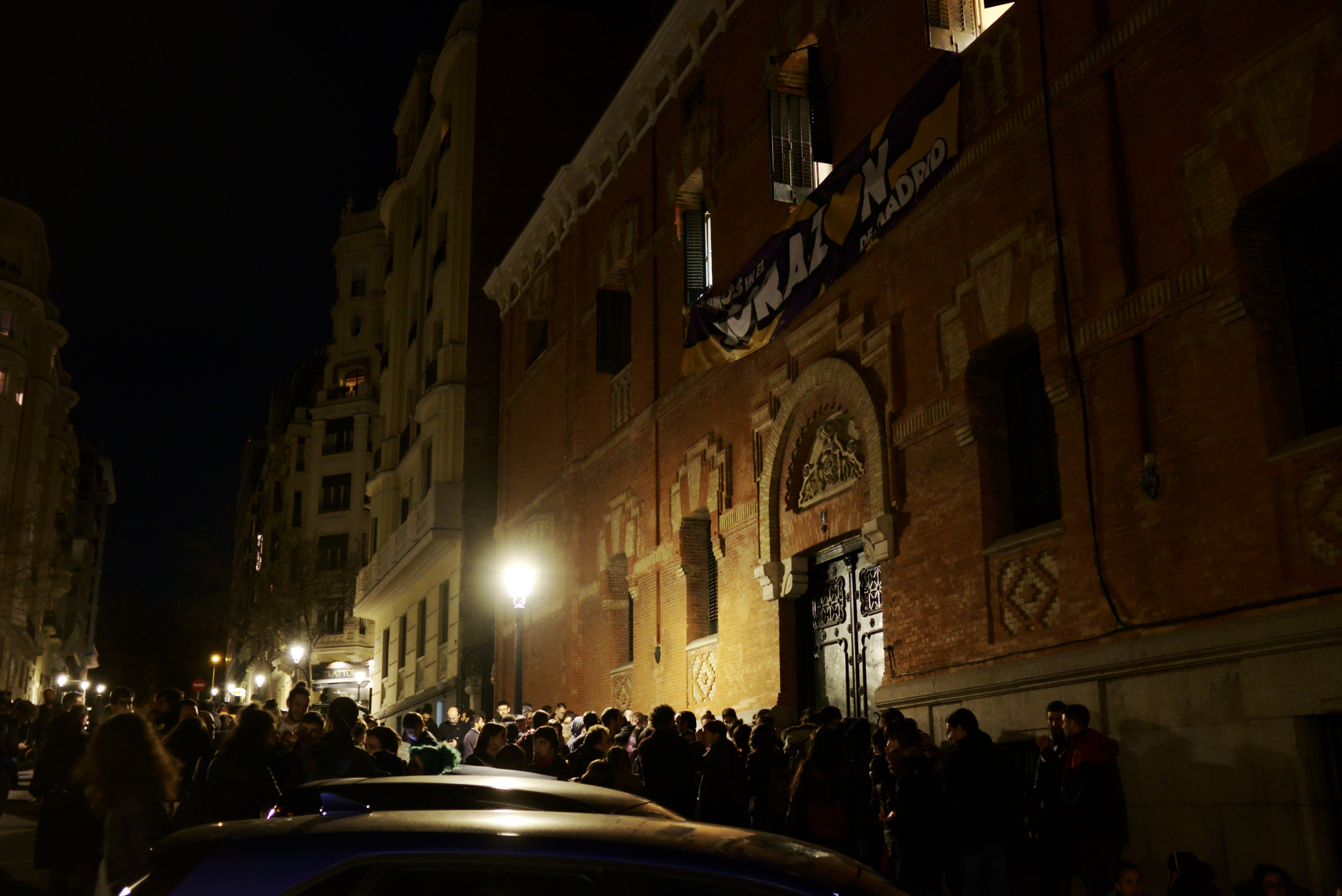
El edificio en la calle Alberto Bosch

Tras una manifestación convocada el miércoles 4 de marzo de 2020, la Ingobernable vuelve a ocupar un edificio en el centro de Madrid, en la calle Alberto Bosch.
El 24 de abril de 2020, el Gobierno desaloja La Ingobernable durante el estado de alarma.

## Edificio en la calle Cruz
El 2 de mayo de 2021, La Ingobernable desplegó pancartas anunciando la okupación de un edificio en la Calle Cruz №5, el antiguo Hostal Cantábrico, abandonado por sus propietarios, los hermanos Fernández Luengo desde hacía 5 años y en estado ruinoso en su interior. El colectivo ha aprovechado para relanzar su proyecto como una Oficina de Derechos Sociales (ODS), con el lema "Derechos sociales para cambiarlo todo" y articulándose en torno a 7 ejes: derecho a la alimentación, precariedad laboral, derecho a la protesta, renta básica, salud comunitaria, transfeminismos + disidencias y derecho a la vivienda. Ese mismo día se produjo una concentración de apoyo en la calle Cruz, que se disolvió tras la promesa de la policía de no entrar a desalojar el inmueble. A las horas de disolverse la concentración, la policía volvió con numerosos dispositivos de la UPR, UIP y municipal con intención de preparar el desalojo. Se volvió a concentrar un numeroso grupo de simpatizantes en apoyo del colectivo y la policía finalmente se marchó del lugar.
El día 24 de mayo de 2022 alrededor de las 8:00 de la mañana el edificio fue desalojado sin previo aviso por antidisturbios de la policía Nacional. sin ningún tipo de aviso judicial